# Goniastrea aspera
Espèce
Statut CITES
Goniastrea stelligera est une espèce de coraux appartenant à la famille des Faviidae. Selon WoRMS, cette espèce n'est pas valide et correspond à Coelastrea aspera Verrill, 1866.